# Mort de Sabina Nessa
Le soir du 17 septembre 2021, Sabina Nessa, disparaît alors qu'elle se rend chez une amie près de Greenwich à Londres.

## Faits et enquête
Elle marche à la rencontre d'une amie lorsqu'elle est attaquée.
Son corps est retrouvé sous un tas de feuilles par un promeneur à Cator Park, l'après-midi suivant, près du centre communautaire One Space sur Kidbrooke Park Road,.
La police diffuse des images de vidéosurveillance dans le cadre de l'enquête,,.
Le 26 septembre, la police annonce avoir arrêté un homme de 36 ans d'origine albanaise en relation avec l'affaire.

## Réactions
La mort de Nessa génère une large couverture médiatique, et augmente la pression pour que des mesures soient prises pour lutter contre la violence à l'égard des femmes à Londres,. Le maire de Londres, Sadiq Khan, qualifie la violence à l'égard des femmes d'« épidémie » nationale.